# Fagerhult (Uddevalla)
Pour les articles homonymes, voir Fagerhult.
Fagerhult est une localité de Suède située dans la commune d'Uddevalla du comté de Västra Götaland. Elle couvre une superficie de 0,35 km2. En 2010, elle compte 353 habitants.